# Hroznovec

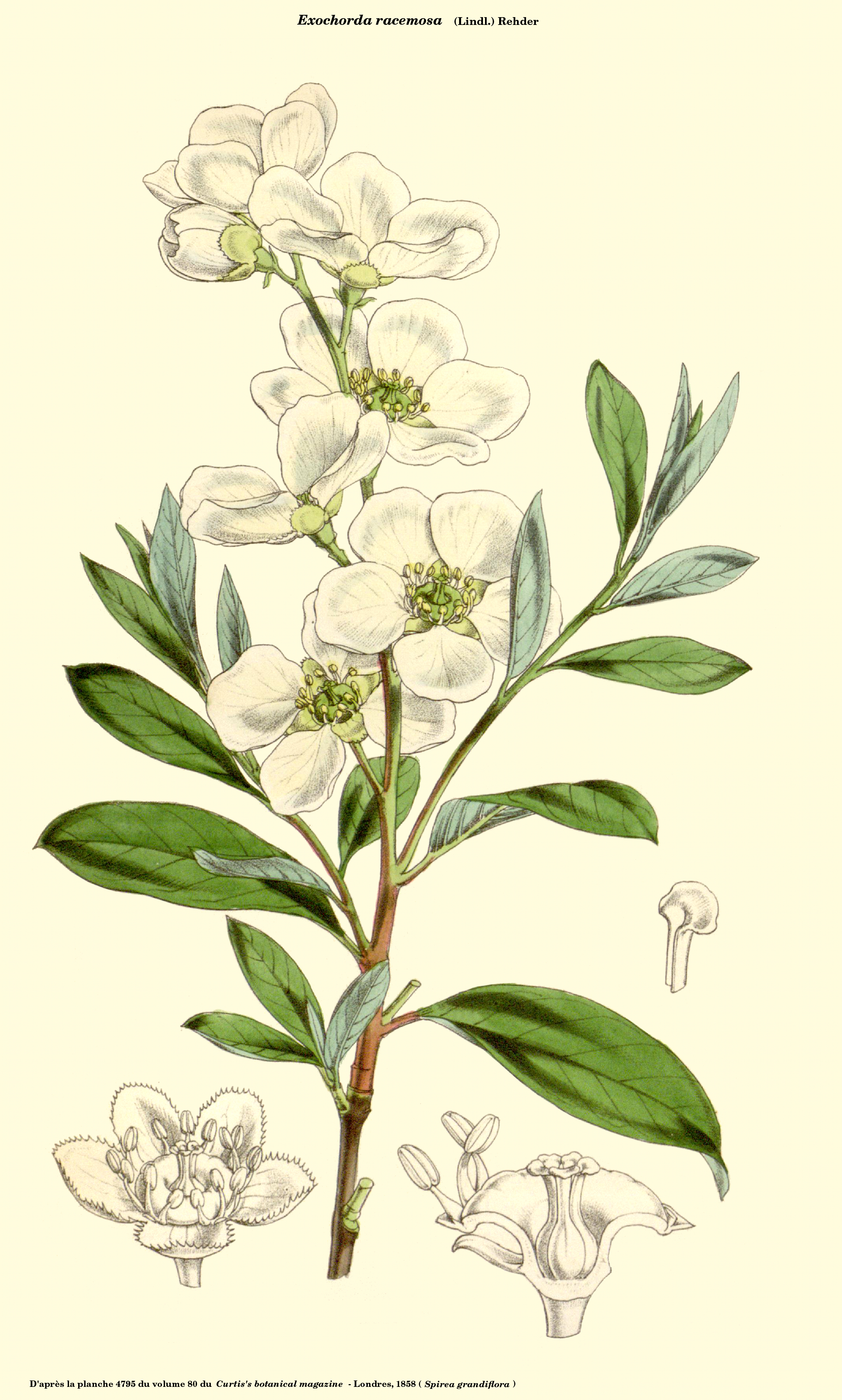
Ilustrace hroznovce hroznatého z roku 1854

Hroznovec (Exochorda) je rod rostlin z čeledi růžovité. Je rozšířen v Asii a zahrnuje (podle taxonomického pojetí) jeden nebo několik druhů. Jsou to opadavé keře s jednoduchými střídavými listy a bílými, nápadnými květy. Plodem je tobolka vznikající z pěti spojených plodolistů.
Hroznovce jsou pěstovány jako okrasné keře s nápadnými květy. Nejčastěji se vysazují jako solitéry. Byla vyšlechtěna i řada okrasných kultivarů.

## Popis
Hroznovce jsou opadavé, rozkladité nebo vzpřímené keře, dorůstající výšky až 3 metry. Mladé větévky jsou hranaté a lysé. Zkrácené, kolcové větévky chybějí. Zimní pupeny jsou vejcovité, kryté několika střechovitě se překrývajícími šupinami, téměř nebo zcela lysé. Listy jsou jednoduché, střídavé, dvouřadě rozložené, řapíkaté, s eliptickou, podlouhlou nebo podlouhle obvejčitou čepelí, celokrajné nebo v horní polovině čepele pilovité, obvykle bez palistů. Květy jsou oboupohlavné, rozvíjející se společně s listy, 2,5 až 5 cm široké, s češulí, složené do vrcholových hroznů. Kalich je složen z 5 krátkých a širokých lístků. Koruna je bílá, složená z 5 obvejčitých až téměř okrouhlých, na bázi nehetnatých korunních lístků. Tyčinek je 15 až 30, vyrůstají na okraji žláznatého disku a jsou kratší než koruna. Semeník je svrchní, srostlý z 5 plodolistů, hluboce brázditý a nese 5 volných čnělek. Plodem je pětižeberná tobolka (přesněji coccetum), obsahující několik křídlatých semen.

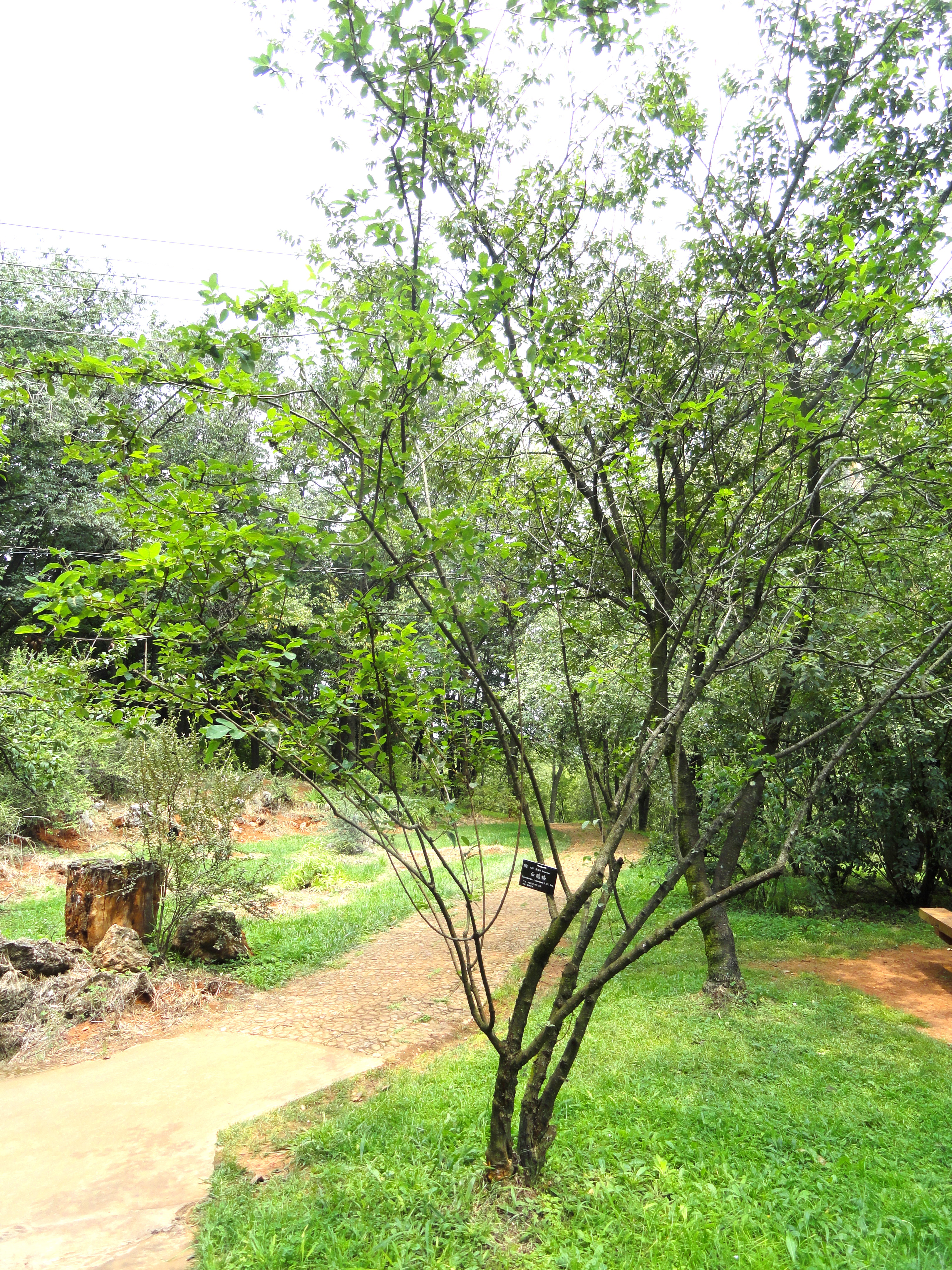
Hroznovec hroznatý v botanické zahradě
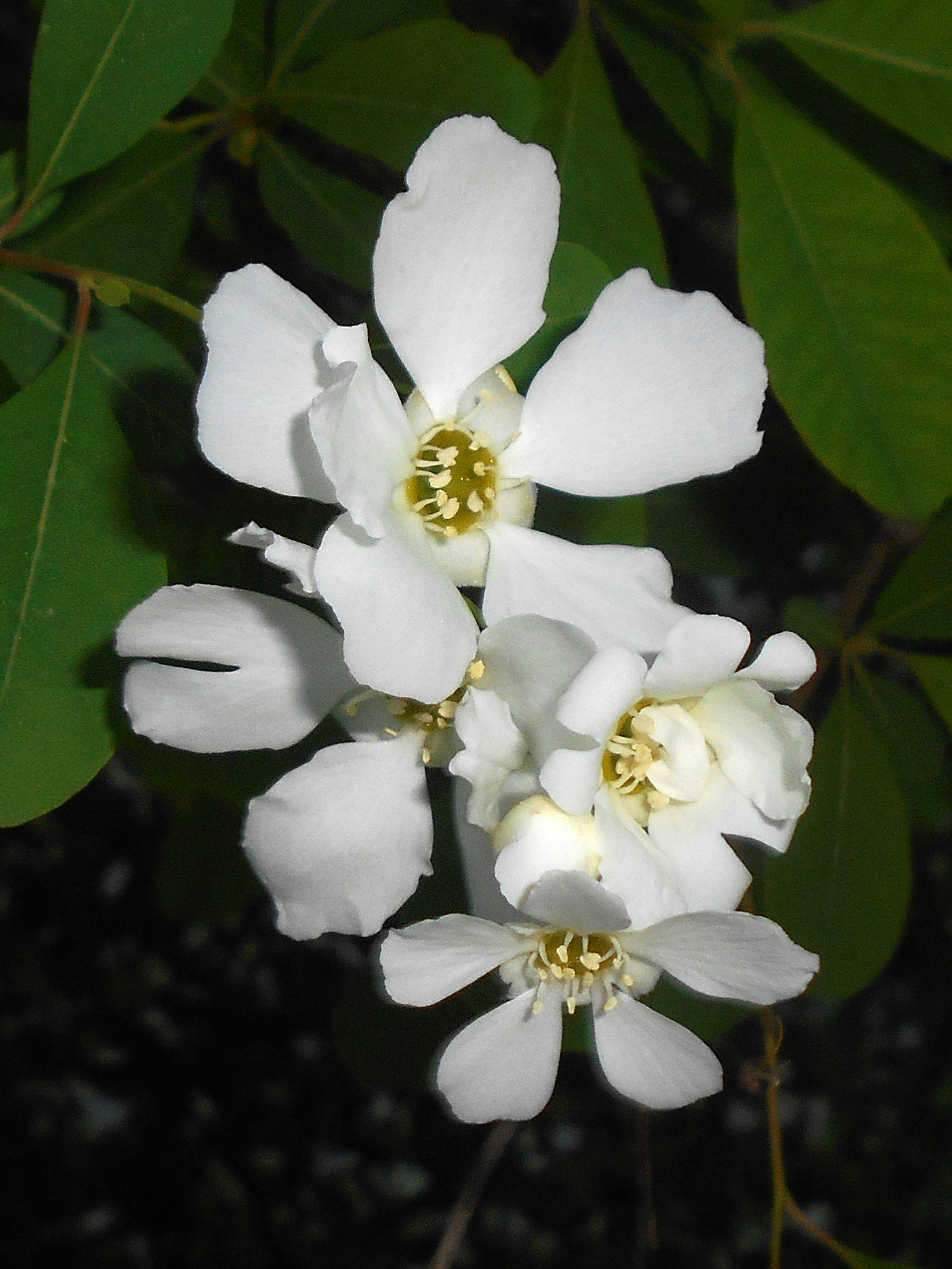
Detail květů hroznovce Giraldova
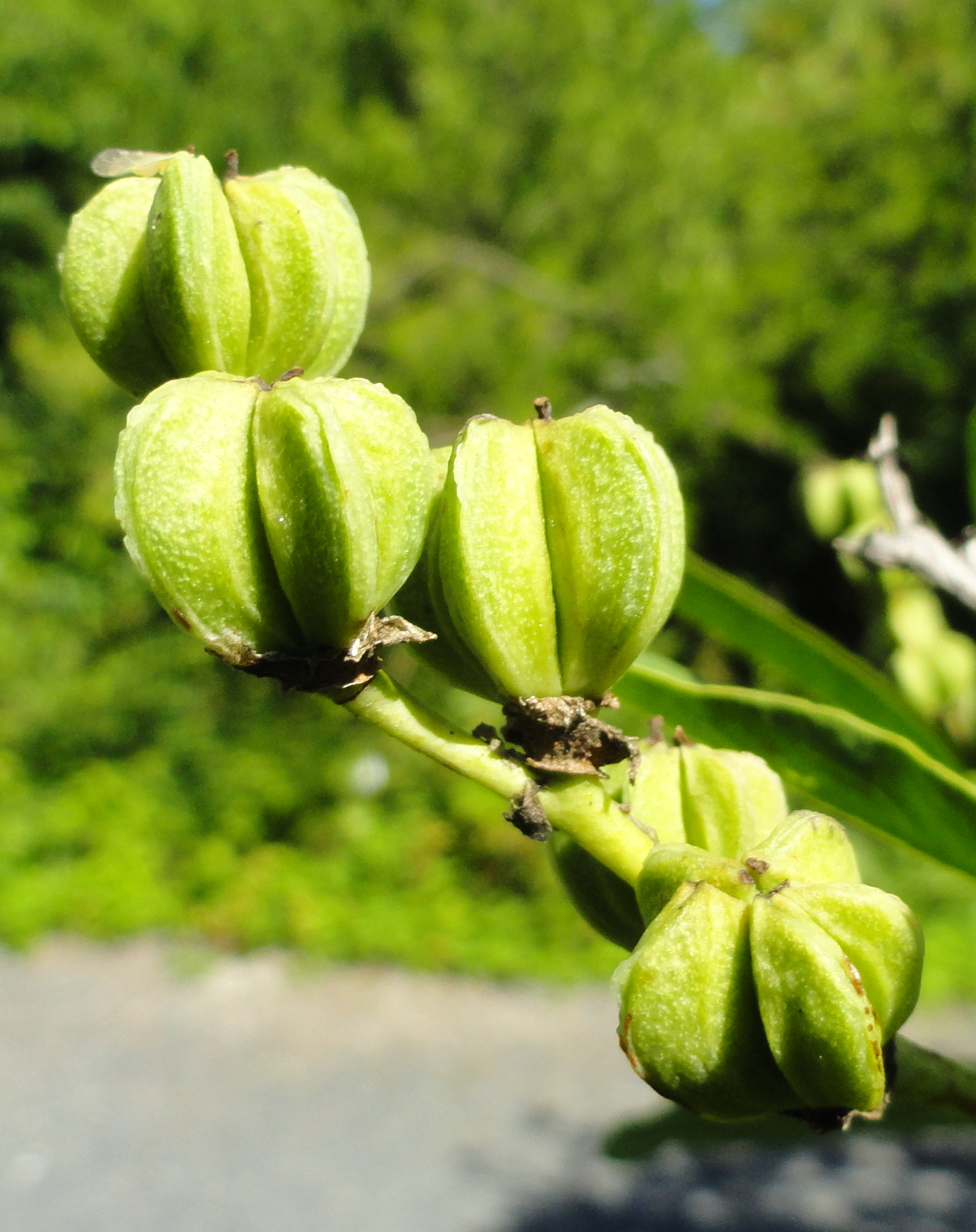
Nedozrálé plody hroznovce Korolkovova

## Rozšíření
Počet druhů uváděných u rodu hroznovec je dosud neustálený. Zpravidla jsou uznávány 4 druhy, které jsou někdy spojovány do jednoho široce pojatého druhu, Exochorda racemosa. Rod je rozšířen v Asii a má disjunktní areál, zahrnující Čínu, Koreu, ruský Dálný východ (Přímořský kraj) a Střední Asii.

## Taxonomie a historie
První hroznovec pro vědu objevil britský cestovatel a sběrač rostlin Robert Fortune v roce 1846 během své první cesty do Číny. Během pobytu v provincii Če-ťiang ve východní Číně si povšiml pohledného keře s dlouhými hrozny bílých květů. V roce 1847 jej popsal John Lindley jako druh muchovníku, Amelanchier racemosa. O několik let později, v roce 1854, jej William Jackson Hooker přeřadil do rodu tavolník pod názvem Spiraea grandiflora. Hroznovec je tavolníkům dosti podobný, má však jiný charakter plodů, které jsou dřevnaté a obsahují křídlatá semena. V roce 1858 proto John Lindley nakonec přeřadil tento druh do nového rodu jako Exochorda grandiflora. Protože však druhové jméno racemosa má podle pravidel botanické nomenklatury přednost, publikoval Alfréd Rehder v roce 1913 platné jméno Exochorda racemosa. Postupně bylo v rámci rodu popsáno asi 7 druhů.
V roce 1998 byla vydána taxonomická studie, která rozdělení rodu Exochorda na více druhů zpochybňuje a považuje všechny tyto druhy za součást jediného, silně variabilního druhu, Exochorda racemosa, s reliktním, disjunktním areálem. Taxonomie však nebyla dosud sjednocena a různé zdroje udávají různé počty druhů.
V rámci čeledi Rosaceae je rod Exochorda výjimečný křídlatými semeny v tobolkách. Jeho pozice v rámci čeledi byla dlouho nevyjasněná a nejčastěji byl řazen do podčeledi Spiraeoideae. V současné taxonomii je řazen do podčeledi Amygdaloideae, kde spolu s dalšími dvěma příbuznými rody (Oemleria a Prinsepia) tvoří tribus Exochordeae.

## Zástupci
- hroznovec Giraldův (Exochorda giraldii, syn. E. racemosa subsp. giraldii)
- hroznovec Korolkovův (Exochorda korolkowii, syn. E. racemosa)
- hroznovec hroznatý (Exochorda racemosa, syn. E. alberti, E. grandiflora, E. korolkowii, E. tianschanica)
- hroznovec pilolistý (Exochorda serratifolia, syn. E. racemosa subsp. serratifolia)
- hroznovec velkokvětý (Exochorda × macrantha)[5][6]

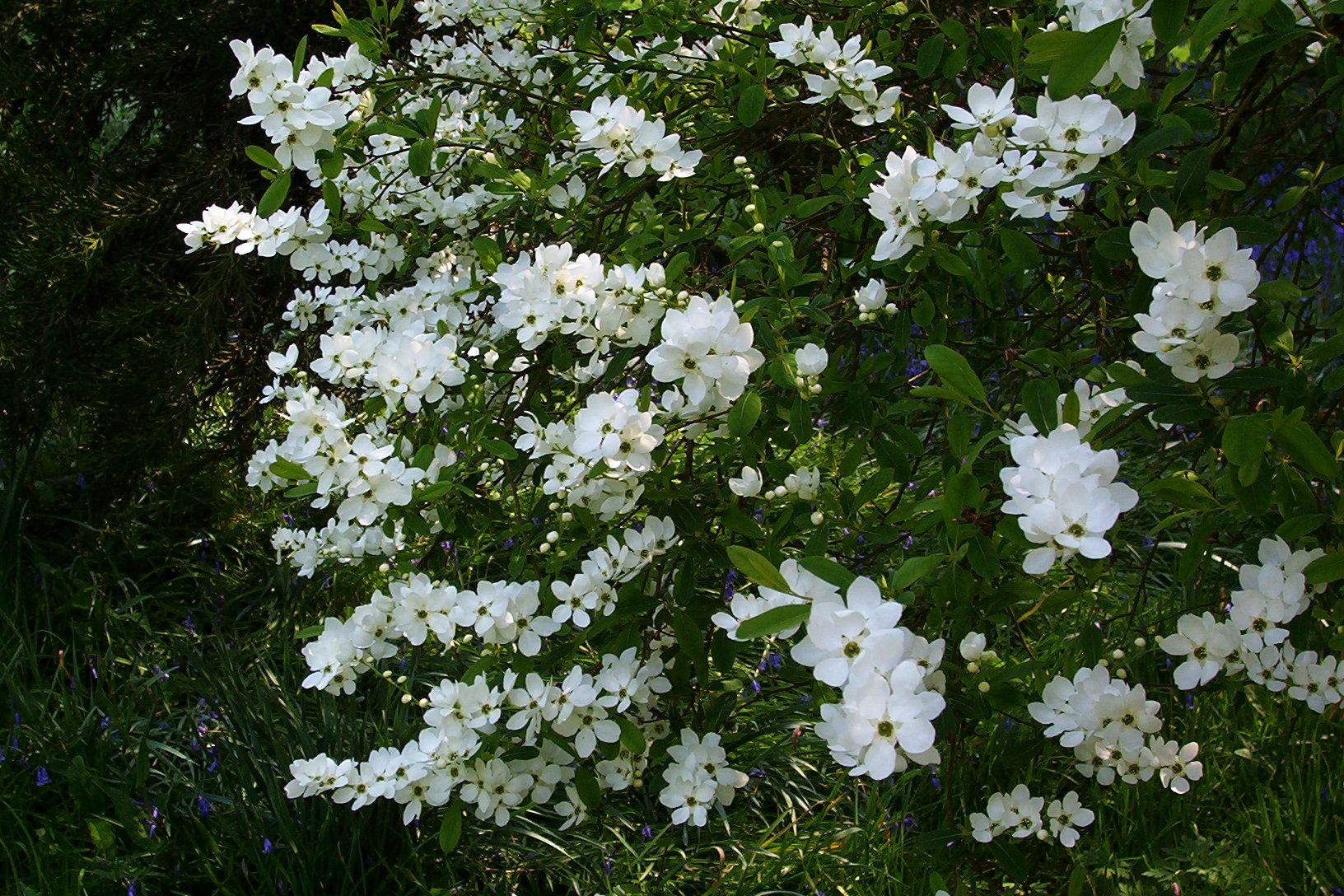
Exochorda × macrantha 'The Bride'

## Význam a pěstování
Hroznovce jsou pěstovány jako okrasné keře, ceněné zejména pro krásné hrozny květů, rozvíjejících se v květnu. Dekorativní jsou i plody, které zůstávají na keřích i v zimě. Vysazují se zejména jako solitéry, některé druhy či kultivary lze použít i na volně rostoucí nebo stříhaný živý plot. Vyžadují světlé nebo polostinné stanoviště a půdu bohatší na živiny. Množí se zejména výsevem semen, lze ale i řízkovat a hřížit.